# Comunidad local
Una comunidad local es un grupo bastante pequeño de personas, que comparte un lugar de residencia y un conjunto de instituciones basadas en este hecho. Sin embargo, el término "comunidad" también se utiliza para hablar de grupos más grandes de personas que tienen algo en común (por ejemplo, comunidad nacional o comunidad donante).
La comunidad local ha sido un tema concerniente al criticismo social en la sociología teórica, especialmente en contraste con la sociedad actual. La idea central, tanto apoyada como rechazada, es que la comunidad local ha ido declinando, si no ha desaparecido en la vida contemporánea.

## Beneficios de la comunidad local
El beneficio de la comunidad no se limita al interés que aparece en la imaginación popular. Investigaciones científicas confirman un amplio rango de beneficios.
Los lazos interpersonales (redes comunitarias) en un área local permite compartir recursos entre la gente implicada. Prestar atención a quien tienes cerca y prevenir accidentes, aumentan el bienestar y la seguridad de los miembros. En general, la difusión de innovaciones y conocimiento es muy fluida tanto hacia dentro como hacia el resto de la sociedad. Es el caso también de la adopción de nuevas tecnologías, en relación con la información bidireccional y con la creación de opinión.
En una comunidad local intervienen varios lazos de unión como lo son el interés económico, social, interpersonal y laboral. También intervienen sentimientos de afinidad local y pertenencia al grupo. Especialmente en comunidades no muy numerosas se desarrolla el concepto de civitio, un sentimiento de identidad compartida donde todos sus miembros establecen entre sí vínculos personales por cercanía.
Redes comunitarias

Pensar en red es asumir un pensamiento acerca de la complejidad que tiene y acerca de la producción de subjetividad social en los más diversos acontecimientos. Es posibilitar lo creativo, inventivo y nómada. Viene con una estructura descentralizadora que permite incorporar diversos actores y una multiplicidad de respuestas impensadas y originales. Tiene un proceso de organización en las comunidades y en los grupos. Las comunidades suelen generar grupos organizados, los mismos asumen la dirección de ciertas actividades, delegan responsabilidades, roles, compromisos y tareas, a fin de llegar al objetivo o meta, haciendo promoción de la salud para una mejor calidad de vida.
Las redes comunitarias no son en sí mismas un fin de la organización, sino un medio o una estrategia para lograr una mejor organización.